# Konstantin von Buttlar
Konstantin von Buttlar, nato Friedrich Otto von Buttlar (Fulda, 29 settembre 1679 – Eichenzell, 13 marzo 1726), è stato un abate tedesco, dal 1714 fino alla sua morte principe-abate di Fulda.

## Biografia
Friedrich Otto von Buttlar era figlio di Johann Christoph von Buttlar, Generalfeldwachtmeister dell'esercito imperiale per il distretto dell'Alto Reno, e di sua moglie Maria Renata von Freyberg. Nel 1691 intraprese gli studi umanistici presso il collegio dei gesuiti di Fulda. Deciso a intraprendere la carriera ecclesiastica, l'anno successivo entrò nel seminario di Fulda e dal 1694 entrò come canonico nell'abbazia di Fritzlar a Magonza e nella cattedrale di Holdesheim. Nel 1695 iniziò a studiare teologia presso il liceo dei gesuiti della sua città natale per poi completarli presso il Collegium Germanicum di Roma ove compì studi di logica e confutazione delle tesi. Nel 1702, durante il suo viaggio di ritorno in Germania, frequentò alcune lezioni di diritto canonico presso l'Università di Siena.
Entrato nel capitolo della cattedrale di Fulda dal 4 novembre 1703, dopo un anno di noviziato rinunciò ai canonicati già ottenuti ed entrò ufficialmente nella regola benedettina, assumendo il nome di Konstantin. Venne ordinato sacerdote a Erfurt dall'arcivescovo di Magonza l'11 aprile 1707. Poco dopo, venne nominato docente di teologia presso l'abbazia di Fulda. Nell'ottobre del 1714, venne prescelto quale successore del principe-abate Adalbert von Schleifras come candidato di compromesso dopo il terzo scrutinio votato in quell'anno, ottenendo la conferma pontificia nel 1715 da parte di papa Clemente XI. Il 16 maggio 1715 ricevette la consacrazione a Fulda dal vescovo ausiliare di Erfurt con l'assistenza degli abati di Neustadt am Main e Rommersdorf, ottenendo altresì la conferma delle insegne da principe imperiale da parte dell'imperatore Carlo VI del Sacro Romano Impero il 19 settembre 1716.
Il suo regno fu segnato da lotte di potere tra la sua figura ed il capitolo collegiale: i canonici di Fulda gli contestavano in particolare di aver assegnato la ricca prevostura di Petersberg ad un suo parente, Placidus von Bastheim, nonostante vi fossero altri validi candidati. Seppe però completare diversi edifici di cui il suo predecessore aveva avviato la costruzione, come ad esempio il castello di Fulda ed il castello di Bieberstein. Nel 1716 acquistò dall'arcivescovo di Magonza, Lothar Franz von Schönborn, il castello di Johannisberg nel Rheingau per 75.392 fiorini, demolendo l'edificio precedente e costruendovi un moderno maniero a tre ali come residenza estiva dei principi-abati di Fulda; a questo affiancò una preziosa cantina per la conservazione e la stagionatura del vino.
Su sua iniziativa, nel 1722 lo storico Johann Friedrich Schannat pubblicò la Diocesis Fuldensis e poi la Historia Fuldensis nel 1729 con l'intento di farne una pubblicazione che raccontasse le vicende del principato ecclesiastico dalle sue origini. Nell'ottobre del 1725, si portò a Vienna per chiedere l'intercessione dell'imperatore perché il pontefice gli concedesse il cardinalato, ma tutto si dimostrò vano.
Konstantin von Buttlar morì d'infarto il 13 marzo 1726 nei pressi del Castello di Fasanerie, sulla via di ritorno a Fulda. Venne sepolto nella cattedrale locale il 20 marzo di quello stesso anno.